# Cornwerd
Cornwerd (Fries: Koarnwert) is een dorp in de gemeente Súdwest-Fryslân, in de Nederlandse provincie Friesland. Cornwerd ligt tussen Makkum en de Afsluitdijk dicht bij het IJsselmeer. Op de Afsluitdijk ligt het dorp Kornwerderzand, dat ontstaan is op een werkeiland op de zandplaat die vernoemd was naar het dorp Cornwerd. In 2023 telde het dorp 80 inwoners. In het postcodegebied van het dorp ligt de buurtschap Hiddum.

## Beschermd dorpsgezicht
Een deel van Cornwerd is een beschermd dorpsgezicht, een van de beschermde stads- en dorpsgezichten in Friesland. Verder zijn er in het dorp een paar rijksmonumenten.

## Geschiedenis
Het dorp is ontstaan op een terp. De oudste vermelding van de plaats komt mogelijk uit de 9e eeuw, als Quirnifurt en Quirniwrt. In 1275 kwam de naam Cornwerth voor, in 1315 Corneworth, in 1379 Cornwerth, in 1400 Cornwairt, en vanaf de 18e eeuw Cornwerd. De plaatsnaam zou zijn afgeleid van een bewoonde hoogte (werth) met een (hand)molen erop, een quirni.
Tot 2011 lag Cornwerd in de toenmalige gemeente Wonseradeel.

## Kerk
De kerk van het dorp is de Bonifatiuskerk. Het betreft een romaanse kerk uit de 13e eeuw en was oorspronkelijk gewijd aan Bonifatius.
In 1898 werd de zadeldaktoren vervangen door een toren met neorenaissance-elementen, naar ontwerp van L. Reitsma. De nieuwere toren heeft drie geledingen met omloop en een spits. In de toren hangt een klok uit 1569 van Aelt Boister.

## Molen

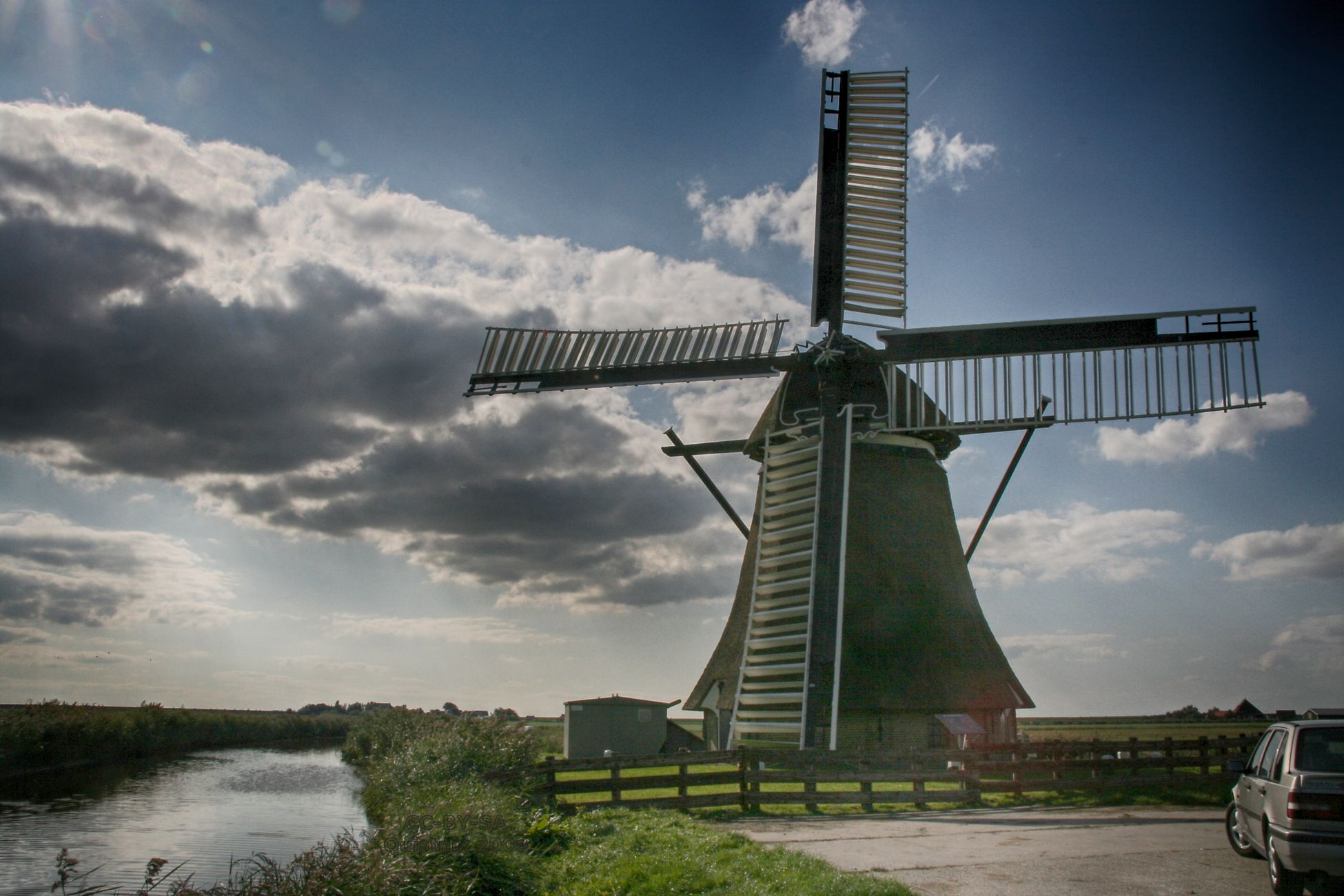
Cornwerdermolen

Ten zuidoosten van het dorp staat aan de Kornwerdervaart de Cornwerdermolen. Deze molen dateert uit 1907 en was geplaatst voor de bemaling van de polder van het toenmalige Waterschap Cornwerd.

## Sport
Het dorp heeft sinds 1958 een kaatsvereniging, de KV Meiinoar Ien.

## Geboren in Cornwerd
- Obe Postma (1868-1963), dichter

Steden: Bolsward · Hindeloopen · IJlst · Sneek · Stavoren · Workum

Dorpen en gehuchten: Abbega · Allingawier · Arum · Blauwhuis · Bozum · Breezanddijk · Britswerd · Burgwerd · Cornwerd · Dedgum · Deersum · Edens · Exmorra · Ferwoude · Folsgare · Gaast · Gaastmeer · Gauw · Goënga · Greonterp · Hartwerd · Heeg · Hemelum · Hennaard · Hichtum · Hidaard · Hieslum · Hommerts · Idsegahuizum · IJsbrechtum · Indijk · It Heidenskip · Itens · Jutrijp · Kimswerd · Kornwerderzand · Koudum · Kubaard · Loënga · Lollum · Longerhouw · Lutkewierum · Makkum · Molkwerum · Nijhuizum · Nijland · Offingawier · Oosterend · Oosterwierum · Oosthem · Oppenhuizen · Oudega · Parrega · Piaam · Pingjum · Poppingawier · Rauwerd · Rien · Roodhuis · Sandfirden · Scharl · Scharnegoutum · Schettens · Schraard · Sijbrandaburen · Terzool · Tirns · Tjalhuizum · Tjerkwerd · Uitwellingerga · Waaxens · Warns · Westhem · Wieuwerd · Witmarsum · Wolsum · Wommels · Wons · Woudsend · Zurich

Buurtschappen: Abbegaasterketting · Anneburen · Arkum · Atzeburen · Baarderburen · Baburen · Bernsterburen · De Bieren · De Blokken · De Hel · De Grits · De Kat · De Klieuw · De Polle · De Wieren · Dijksterburen · Doniaburen · Draaisterhuizen · Driehuizen · Eemswoude · Engwerd · Engwier · Exmorrazijl · Feyteburen · Flansum · Galamadammen · Gooium · Grauwe Kat · Grote Wiske · Grotewierum · Harkezijl · Hayum · Hemert · Hidaarderzijl · Hoekens · Hornsterburen · Idzega · Idserdaburen · Indijk (Bozum) · Jet · Jonkershuizen · Jousterp · Jouswerd · Kampen · Kleine Gaastmeer · Kleine Wiske · Kleiterp · Kooihuizen · Koufurderrige  · Kromwal · Koudehuizum · Laaxum · Laad en Zaad · Lippenwoude · Lytshuizen · Makkum (Bozum) · Meilahuizen · Montsamaburen · Nijeburen · Nijeklooster · Nijezijl · Oosthem (Witmarsum) · Osingahuizen · Piekezijl · Remswerd · Rijtseterp · Scharneburen · Schrok · Sieswerd · Sjungadijk · Smallebrugge · Sotterum · Speers  · Strand · Swaanwerd · Swarte Beien · Tsjerkebuorren · Vierhuizen · Viersprong · Vijfhuis · Vissersburen  · Het Vliet· Westerlittens · Wolsumerketting · Wonneburen · Ypecolsga

 Voormalige buurtschappen: Aaksens · Angterp · De Band · Barsum · De Bird · Bittens · Bloemkamp · Bootland · Bovenburen · Doniawier · Goëngamieden · Hiddum · Houw · Knossens · De Nes · Ottenburen · Sandfirderrijp · Slijp · Spijk · De Weeren 

Friesland: Steden en dorpen      Nederland: Provincies · Gemeenten